# Say It Ain't So
Say It Ain't So è un singolo del gruppo rock statunitense Weezer, pubblicato il 13 luglio 1995 come terzo estratto dal loro album di debutto, Weezer.
Il video, diretto da Sophie Muller, riprende i membri della band che giocano con dei footbag in un cortile.

## Tracce
1. Say It Ain't So - 4:17 (Cuomo)
2. No One Else (acustica dal vivo) - 3:15 (Cuomo)
3. Jamie (acustica dal vivo) - 3:53 (Cuomo)

## Formazione
- Rivers Cuomo - voce, chitarra
- Brian Bell - chitarra
- Matt Sharp - basso
- Patrick Wilson - batteria